# Lý Chính Thắng
Lý Chính Thắng (1917–1946) tên thật là Nguyễn Đức Huỳnh (Nguyễn Đắc Huỳnh) là một liệt sĩ cách mạng Việt Nam, quê ở thôn thọ lộc xã Sơn Lễ, huyện Hương Sơn, tỉnh Hà Tĩnh. Ông là đại biểu Quốc hội khóa I khu vực Sài Gòn – Chợ Lớn.

## Tiểu sử
Ông học trung học tỉnh Thanh Hóa, sau đó vào Nam tham gia hoạt động cách mạng. Năm 1930 ông là đảng viên Đảng Cộng sản Đông Dương, trải qua các công việc cấp ủy từ chi bộ lên đến thành ủy viên kiêm thư ký công đoàn Sài Gòn – Gia Định. Ông gây cơ sở Đảng ở khu vực Đa Kao.
Tháng 3 năm 1945, ông được phái ra Bắc để bắt liên lạc với Trung ương, sau đó lên đường vào Nam đem theo quyết định khởi nghĩa vũ trang cho xứ ủy Nam Kỳ.
Sau ngày Nam Bộ kháng chiến bùng nổ, từ tháng 11 năm 1945 ông lập trạm đón tiếp công nhân từ thành phố ra ở An Phú Đông và phụ trách tờ báo Cảm tử của quân đội. Lý Chính Thắng là Chỉ huy trưởng mặt trận phía Đông Sài Gòn, Tổng Thư kí Tổng Công đoàn Nam Bộ từ tháng 10 năm 1945
Tháng 1 năm 1946, tại cuộc bầu cử Quốc hội khóa đầu tiên, ông trúng cử đại biểu Quốc hội khóa I đại diện khu vực Sài Gòn – Chợ Lớn.
Tháng 3 năm 1946 ông hoạt động trong ngành giao thông liên lạc tại vùng Sài Gòn bị chiếm. Quân Pháp tấn công An Phú Đông lần thứ hai, quân ta chống cự rất anh dũng từ sáng đến chiều, đẩy lui được địch, giết chết 100 tên, bên ta 20 chiến sĩ hy sinh. Lý Chính Thắng bị thương nặng, bị quân Pháp bắt và tra tấn cực hình.
Ngày 30 tháng 9 năm 1946 ông mất tại bệnh viện Chợ Rẫy.

## Vinh danh
Chủ tịch Hồ Chí Minh đã ký sắc lệnh ngày 25 tháng 4 năm 1949 truy tặng Lý Chính Thắng Huân chương Độc Lập hạng nhì.
Tên ông được đặt cho một con đường ở quận 3, Thành phố Hồ Chí Minh (đường Lý Chính Thắng trước năm 1975 đường có tên là Yên Đổ) và trường tiểu học Lý Chính Thắng 2, THCS Lý Chính Thắng 1 ở huyện Hóc Môn.
Trường THPT Lê Hữu Trác 2, Hương Sơn, Hà Tĩnh từ tháng 9 năm 2013 được UBND tỉnh Hà Tĩnh đổi tên thành Trường THPT Lý Chính Thắng.